# Sublimotion
El Sublimotion és un restaurant ubicat al nucli de Sant Jordi de ses Salines, al municipi de Sant Josep de sa Talaia (Eivissa). Inaugurat l'any 2014, forma part del luxós complex hoteler que la cadena nord-americana Hard Rock Cafe té a la Platja d'en Bossa. Està dirigit per Paco Roncero, xef posseïdor de dues estrelles Michelin, i és considerat el restaurant més car del món.

## Gastronomia
El Sublimotion va obrir les portes l'any 2014 a través de l'associació entre el xef madrileny Paco Roncero i l'empresa de comunicació Vega Factory. La inversió econòmica va anar a càrrec del grup hoteler Palladium d'Abel Matutes, que gestiona el Hard Rock Hotel Eivissa, instal·lació on s'allotja el restaurant.
L'oferta del Sublimotion suposa una innovació tecnològica, ja que combina l'alta cuina espanyola amb un espectacle sensorial en 3D que immergeix els comensals en un ambient específic per a cada plat. Aquesta experiència es basa en un recinte de 70m² que inclou una pantalla de 360° amb més de set milions de píxels i 50.000 lúmens.
El 2015 el preu únic de 1650 € pel seu menú degustació, amb només una taula de dotze comensals en va fer el restaurant més car del món.

## Conflicte televisiu
El Sublimotion va acollir l'any 2015 a les seves cuines una de les gravacions de la tercera edició del concurs Masterchef de TVE. En aquesta emissió, els participants hi havien de cuinar abans de poder passar a la final del programa. No obstant, es va desfermar la polèmica quan Paco Roncero va mostrar el seu malestar pel tracte rebut pel programa. El xef es va mostrar dolgut pel fet que no s'esmentés en cap moment el seu nom (aspecte que ell va atribuir a la seva participació en el programa Top Chef d'Antena 3) i que «a més a més, es presentés com el lloc del 1700 €, cosa que a sobre no era veritat».